# Marabou-skylten

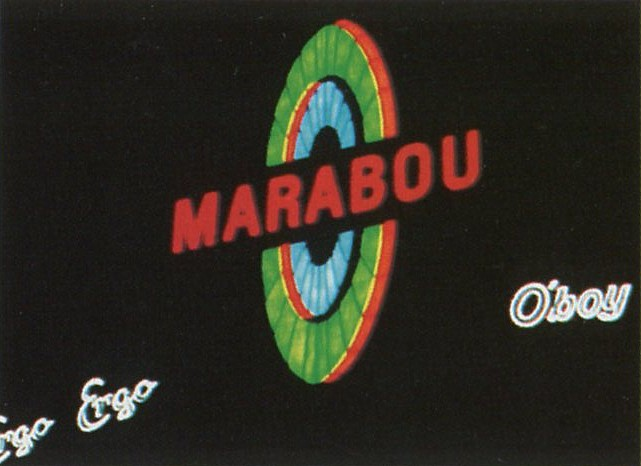
Marabou-skylten, mitten av 1960-talet.

Marabou-skylten var en stor neonskylt på Bångska palatset vid Stureplan i Stockholm. Denna reklam för chokladtillverkaren Marabou tändes i december 1965 och plockades ner redan drygt fyra år senare. Marabou-skylten var Sveriges första ljusskulptur, där ljuset förflyttade sig med hög hastighet över skylten.
Den stora, nio meter höga skylten i form av en ellips  var utformad som en chokladask med 72 boxar som symboliserades av 72 individuella ljusfält med tre olika neonlysfärger i varje fält. Anläggningen vägde totalt 4 500 kilo och innehöll 800 meter neonrör, 220 transformatorer och fyra kilometer kablar. Alltsammans styrdes av en elektronisk automatik. Ljuset i de 72 boxarna rörde sig snabbt åt olika håll, ungefär som i ett kalejdoskop. I mitten stod chokladfabrikens namn som också kunde växla. Placeringen högst upp på Bångska palatset i fonden av Stureplan gjorde att man kunde se skylten längs hela Kungsgatan.
För idén och formgivningen stod konstnären Per Olov Ultvedt och den tekniska bearbetningen utfördes av Ruben Morne. Marabou-skylten var ett helt nytt sätt att göra ljusreklam och det skrevs långa kulturartiklar om skapelsen. När skylten tändes luciakvällen 1965 var det den mest avancerade neonskylten någonsin i Sverige och rönte även stor uppmärksamhet utomlands.
Redan drygt fyra år senare, mellan den 16 och 17 mars 1970 togs skylten ner igen. Anledningen var att Marabou och fastighetsägaren inte kunde enas om hyran. Tanken var att sätta upp skylten någon annanstans i Stockholm, men så blev det aldrig. Ruben Morne tog hand om komponenterna och sålde dem. Skyltens formgivare Ultvedt menade långt senare. "Som tur är jag inte sentimentalt lagd […] det är snarare roligare när ens konstverk bara lever kvar som en myt".